# Kościół Świętego Rocha w Złotowie
Kościół Świętego Rocha w Złotowie – rzymskokatolicki kościół parafialny w Złotowie, w województwie wielkopolskim. Należy do dekanatu Złotów II diecezji bydgoskiej.
Jest to świątynia wybudowana w stylu neogotyckim w latach 1903-1904. Początkowo pełnił funkcję kaplicy cmentarnej, która w 1975 roku została mianowana kościołem parafialnym. Budowla o jednej nawie, posiadająca niską wieżę, w której umieszczone są dwa dzwony, z czego jeden z nich został odlany w 1710 roku. Dzwon mieścił się dawniej w drewnianej kaplicy grzebalnej, na miejscu której została wybudowana obecna świątynia. We wnętrzu budowli znajdują się trzy ołtarze, w stylu neogotyckim, organy, piękne witraże ozdobione motywami geometrycznymi oraz krucyfiks wykonany z drewna dębowego razem z pasyjką. Na ścianach kościoła jest namalowana neogotycka polichromia. Dominującymi jej elementami są: boniowanie, ornamentyka roślinna i astronomiczna.